# Cello (Lied)
Cello ist ein Lied des deutschen Pop-Rock-Sängers Udo Lindenberg aus dem Jahr 1973. Im Jahr 2011 avancierte das Lied in einer gemeinsamen Unpluggedversion mit Clueso zum Charthit.

## Entstehung und Veröffentlichung
Das Lied wurde von Udo Lindenberg getextet und komponiert. Lindenberg zeichnete darüber hinaus auch, zusammen mit Thomas Kuckuck, für die Produktion verantwortlich.
Die Erstveröffentlichung von Cello erfolgte als Teil von Udo Lindenbergs drittem Studioalbum Alles klar auf der Andrea Doria am 15. Dezember 1973. Im Jahr 1997 nahm Lindenberg das Lied neu mit dem Deutschen Filmorchester Babelsberg auf. Diese Version erschien am 1. September 1997 auf der Kompilation Belcanto sowie im Folgejahr als Single. 2011 führte Lindenberg das Stück im Zuge seines MTV-Unplugged-Konzertes auf. Hierbei wurde er gesanglich sowie an der Akustikgitarre vom deutschen Musiker Clueso unterstützt. Diese Version erschien erstmals am 16. September 2011 auf dem Livealbum MTV Unplugged – Live aus dem Hotel Atlantic sowie am 4. November 2011 als zweite Singleauskopplung aus dem Album.
Eine englische Version des Liedes wurde von Anastacia und Nathan Chan bei der Night of the Proms 2023 gespielt.

## Inhalt
Im Liedtext reist ein junger Mann den Auftritten einer von ihm angehimmelten Cellospielerin hinterher. Der Refrain lautet:
Du spieltest Cello in jedem Saal in unserer Gegend

Ich saß immer in der ersten Reihe und fand dich so erregend

Cello – du warst eine Göttin für mich

Und manchmal sahst du mich an

Und ich dachte „Mann! Oh, Mann!“

Und dann war ich wieder völlig fertig
Im 2020 erschienenen Kinofilm Lindenberg! Mach dein Ding von Hermine Huntgeburth wird das Lied thematisch aufgegriffen.

## Musikvideo
Zu Cello (Unplugged) existiert kein eigenes Musikvideo, allerdings wurde auf der Videoplattform YouTube der Ausschnitt des MTV-Unplugged-Konzert zur Verfügung gestellt. Dieser zählte bis Oktober 2023 über 18 Millionen Aufrufe.

## Rezeption

### Charts und Chartplatzierungen
| ChartsChartplatzierungen | Höchstplatzierung | Wochen |
| ------------------------ | ----------------- | ------ |
| Deutschland (GfK)        | 4 (30 Wo.)        | 30     |
| Österreich (Ö3)          | 52 (2 Wo.)        | 2      |
| Schweiz (IFPI)           | 53 (1 Wo.)        | 1      |

| ChartsJahrescharts (2011) | Platzierung |
| ------------------------- | ----------- |
| Deutschland (GfK)         | 67          |

| ChartsJahrescharts (2012) | Platzierung |
| ------------------------- | ----------- |
| Deutschland (GfK)         | 85          |

### Auszeichnungen für Musikverkäufe
| Land/Region        | Auszeichnungen für Musikverkäufe (Land/Region, Auszeichnung, Verkäufe) | Verkäufe |
| ------------------ | ---------------------------------------------------------------------- | -------- |
| Deutschland (BVMI) | Platin                                                                 | 300.000  |
| Insgesamt          | 1× Platin ·                                                            | 300.000  |

## Coverversionen (Auswahl)
- 1994: BAP (Album: Hut ab! Hommage an Udo Lindenberg)[15]
- 2012: Ole Feddersen[16]
- 2012: Daniele Negroni (Album: Crazy)[14]
- 2015: Scala & Kolacny Brothers (Album: Unendlich)[17]
- 2018: Goldmeister (Album: Alles Gold)[18]
- 2023: Anastacia (Album: Our Songs)[19]